# 30e corps d'armée (France)
Pour les articles homonymes, voir 30e corps d'armée.
Le 30e corps d'armée est une unité de l'armée française créée durant la Première Guerre mondiale.

## Création et différentes dénominations
- 10 août 1915 : secteur nord de la région fortifiée de Verdun
- 21 janvier 1916 : renommé 30e corps d'armée
- 21 février 1916 : renommé groupement Chrétien
- 25 février 1916 : renommé 30e corps d'armée
- 24 janvier 1917 : renommé groupement F
- 27 mars 1917 : renommé 30e corps d'armée

## Chefs du d'armée

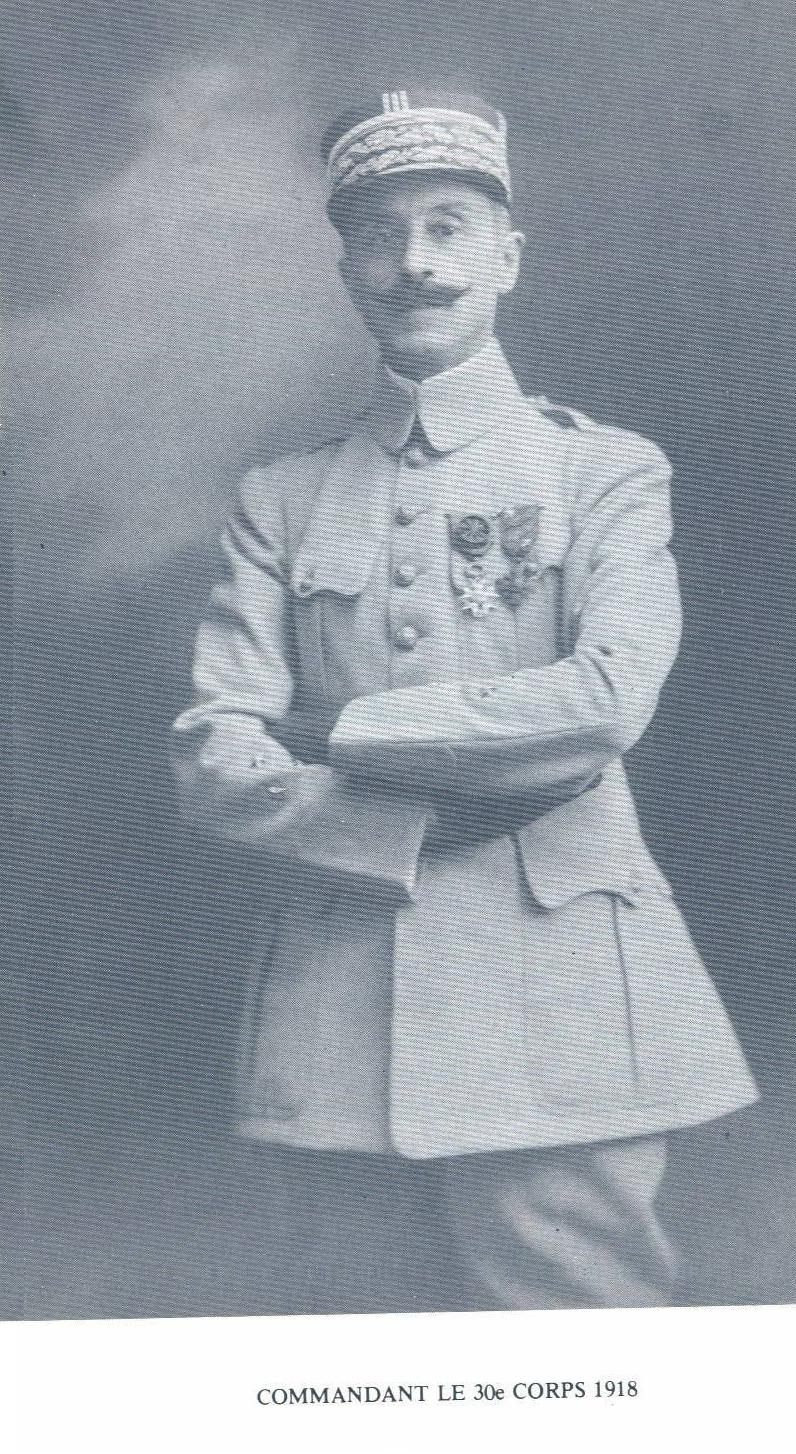
Le général Pénet en 1918.

## Chefs du30ecorpsd'armée
- 12 août 1915 : général Coutenceau
- 19 janvier 1916 : général Chrétien
- 10 janvier 1918 : général Pénet
- 2 septembre 1919 : général Vandenberg
- 21 janvier 1920 : général Mordacq
- 15 janvier 1925 - 6 juillet 1925 : général Naulin

## Composition

### Divisions
- 72e division d'infanterie de janvier 1916 à novembre 1918
- 132e division d'infanterie de janvier 1916 à novembre 1918

### Autres unités
- Infanterie :
  - 34e régiment d'infanterie territoriale de janvier à mars 1916
  - 120e régiment d'infanterie territoriale de janvier à mars 1916
  - 31e régiment d'infanterie territoriale de mars 1916 à août 1918
    - Bataillon de marche de régiment de juillet à novembre 1918
- Cavalerie :
  - 3e régiment de dragons : état-major et 4 escadrons de juin 1916 à novembre 1918
- Artillerie :
  - 1 groupe de 75 du 17e régiment d'artillerie de campagne de janvier 1916 à janvier 1917
  - 1 groupe de 75 du 36e régiment d'artillerie de campagne de février 1916 à janvier 1917
  - 1 groupe de 75 du 48e régiment d'artillerie de campagne de février à novembre 1916
  - 313e régiment d'artillerie à tracteurs (canons de 75) au premier semestre 1918
  - 102e régiment d'artillerie lourde
    - 1 groupe de 95 (2 batteries) de mai 1916 à novembre 1917
    - 1 groupe de 105 de novembre 1917 à juillet 1918
    - 1 groupe de 120 L :
      - 1 batterie de mai 1916 à juillet 1918
      - 1 autre batterie d'octobre 1917 à juillet 1918

  - 130e régiment d'artillerie lourde
    - 1 groupe de 105 de juillet à novembre 1918
    - 1 groupe de 120 L de juillet à août 1918
    - 1 groupe de 155 L d'août à novembre 1918
- Génie
  - 4e régiment du génie : compagnies 25/3, 25/5 et 8/17

## Opérations

### 1915
- 10 août : création du secteur nord de la Région Fortifiée de Verdun.
- 10 août 1915 - 25 février 1916 : Occupation d’un secteur vers Béthincourt, Champlon.

30 septembre : front étendu à droite jusque vers les Éparges (guerre de mines aux Éparges).
13 février 1916 : réduction à gauche jusqu'à la Meuse.
16 février : réduction à droite jusqu'aux abords ouest d'Étain.

### 1916
- 21 février : engagé dans la bataille de Verdun.

21 février : combats du bois d'Haumont et du bois des Caures.
22 février : combats d'Haumont-près-Samogneux et du bois de Ville.
23 février : évacuation de Brabant-sur-Meuse, perte du bois de la Wavrille et de l'Hertebois.
24 - 25 février : combats de Samogneux, la cote 344, du bois des Fosses et d'Ornes, de la cote de Talou, de Louvemont et repli sur les cotes de Meuse (vers Eix et Bezonvaux).
- 25 février - 9 mars : retrait du front et regroupement dans la région de Pierrefitte, puis mouvement dans la région de Ligny-en-Barrois.
- 9 mars - 9 juin : transport par V.F. dans la région de Belfort ; travaux dans la région de Delle et instruction au camp d'Arches.
- 9 juin 1916 - 17 janvier 1917 : transport par V.F. dans la région de Montdidier ; repos. Puis mouvement vers le front. À partir du 18 juin, occupation d'un secteur vers Armancourt, Foucaucourt.

28 juin : réduction du secteur à gauche jusqu'à la voie ferrée Amiens - Chaulnes.
17 et 19 juillet : réductions à gauche jusque vers Maucourt, puis vers Parvillers.
14 août : extension à droite jusqu'au bois des Loges inclus.
22 août : extension du front jusqu'à Maucourt.
1er et 6 décembre : réduction à droite jusqu'au nord-ouest du bois des Loges, puis jusque vers Andechy.

### 1917
- 17 - 24 janvier : retrait du front, transport par V.F. dans la région de Verdun.
- 24 janvier - 24 juin : occupation d'un secteur vers Vaux-devant-Damloup et la tranchée de Calonne.

5 mai : réduction du front à gauche jusque vers Damloup.
- 24 juin 1917 - 27 mars 1918 : retrait du front, transport en Champagne et occupation d'un secteur dans la région Auberive-sur-Suippe, les Monts.

14, 15 et 16 juillet : attaques françaises et contre-attaques allemandes.
5 novembre : extension du front à droite jusqu'à l'est de l'Épine de Vedegrange.
9 novembre : réduction à gauche jusque vers le Téton.

### 1918
- 27 mars - 8 avril : retrait du front et transport dans la région Meaux, la Ferté-sous-Jouarre ; repos. À partir du 31 mars, transport dans la région de Compiègne. Tenu prêt à intervenir.
- 8 avril - 27 mai : occupation d'un secteur vers le bois de Mortier et Manicamp. Actions violentes de part et d'autre.

5 mai : extension du front jusqu'à Varesnes.
- 27 mai - 12 juillet : engagé dans la 3e bataille de l'Aisne. Combats violents d'abord à la droite de la position puis à partir du 28 mai sur l'ensemble du secteur.

31 mai : occupation et défense d'une ligne devant Nampcel, Morsain, Nouvron-Vingré, Fontenoy ; puis combats en retraite.
À partir du 2 juin, stabilisation du front et organisation d'un secteur à l'est de la ferme Quennevières, Autrêches et la partie ouest du plateau de Nouvron.
- 12 juillet - 15 juillet : retrait du front, mouvement vers Lamorlaye.
- 15 juillet - 7 août : mouvement vers le front et occupation d'un secteur à la lisière est de la forêt de Villers-Cotterêts, vers Saint-Pierre-Aigle et Longpont, déplacé le 17 juillet vers Violaine et la ferme Chavigny.

À partir du 18 juillet, engagé dans la deuxième bataille de la Marne (du 18 au 28 juillet, bataille du Soissonnais, puis jusqu'au 7 août bataille du Tardenois). Progression en combattant par la région Villers-Hélon, le Plessier-Huleu, Grand-Rozoy, jusqu'à la Vesle.
- 7 - 11 août : organisation d'un secteur sur la rive gauche de la Vesle, vers Braine et Vasseny.
- 11 - 17 août : retrait du front, et à partir du 12 août occupation d’un secteur vers Hautebraye et le nord d'Autrêches.
- 17 août - 6 octobre : opérations offensives, au nord de l'Aisne, sur l'axe Morsain, Crécy-au-Mont (seconde bataille de Noyon). Combats très violents à Autrêches, Vassens, Vézaponin, Selens, Bagneux et à la ferme Montécouvé. À partir du 30 août, engagé dans la poussée vers la position Hindenburg. Poursuite en combattant, suivant l'axe Crécy-au-Mont, Vauxaillon jusqu'à la ligne Allemant, Quincy-Basse.

14 - 15 septembre : engagé dans la bataille de Vauxaillon, prise d'Allemant et du plateau à l'est de Vauxaillon puis organisation des positions conquises.
23 septembre : réduction du front à gauche jusqu'au canal de l'Oise à l'Aisne.
28 septembre : reprise de la poursuite en direction d'Anizy-le-Château.
- 6 - 13 octobre : retrait du front, mouvement vers Villers-Cotterêts ; les 7 et 8 octobre, transport par V.F. dans la région de Cassel, puis mouvement vers Wormhoudt.
- 13 - 19 octobre : mouvement vers Peselhoek, Poelcappelle, puis vers Roulers.
- 19 octobre - 11 novembre : engagé dans la bataille de la Lys et de l'Escaut (2e bataille de Belgique). Progression et combats sur l'axe Thielt, Gotthem, Eyne.

### Rattachement
- 1re armée

5 - 9 mars 1916
- 2e armée

26 février - 5 mars 1916
17 janvier - 24 juin 1917
- 3e armée

15 novembre 1916 - 17 janvier 1917
27 - 31 mars 1918
- 4e armée

24 juin 1917 - 27 mars 1918
- 6e armée

9 juin - 28 juin 1916
31 mars - 2 juin 1918
19 octobre - 11 novembre 1918
- 7e armée

9 mars - 9 juin 1916
- 10e armée

28 juin - 15 novembre 1916
2 juin - 7 octobre 1918
- R.F.V.

10 août 1916 - 26 février 1916
- Groupe d'armées des Flandres

7 - 19 octobre 1918

## Sources et bibliographie
- Service historique de l'état-major des armées, Les Armées françaises dans la Grande guerre, Paris, Impr. nationale, 1922-1934, onze tomes subdivisés en 30 volumes (BNF 41052951) :
  - AFGG, vol. 1, t. 10 : Ordres de bataille des grandes unités : grands quartiers généraux, groupe d'armées, armées, corps d'armée, 1923, 966 p. (lire en ligne).
- (fr) Service historique de l'armée de terre, Inventaire sommaire des archives de la Guerre 1914-1918, Troyes, Imprimerie « la Renaissance », 1969, 691 p., (BNF 35127448).